# Ограда (коммуна)
Ограда (рум. Ograda) — коммуна жудеца Яломица на юго-востоке Румынии. В состав коммуны входит единственное одноименное село.
Коммуна расположена в исторической области Мунтения на расстоянии 117 км к востоку от Бухареста , 16 км — к востоку от административного центра жудеца Слобозия, 98 км северо-западнее Констанцы и 97 км юго-западнее г. Галац.

## Население
В 2011 году в Ограде проживали 2803 человека. Занимает площадь 62,61 км². Большинство жителей — румыны (94,97 %), меньшинство — ромы (2,71 %). 97,32 % жителей православные.

## История
Первое письменное свидетельство о селе Ограда датируется 1558 или 1559 годом.

## Известные уроженцы
- Перля, Ионель (1900—1970) — композитор, дирижёр и музыкальный педагог.